# HD 171834
HD 171834，又名BD+06 3855，SAO 123693、HR 6987，是一颗恒星，视星等为5.45，位于銀經37.22，銀緯6.31，其B1900.0坐标为赤經18h 31m 47.2s，赤緯+6° 6.31′ 35″。